# SpVgg Borussia 02 Halle
SpVgg Borussia 02 Halle was een Duitse voetbalclub uit Halle, Saksen-Anhalt, die bestond van 1902 tot 1945.

## Geschiedenis
De club werd opgericht in 1902 als Hallescher BC Borussia 02. De club sloot zich aan bij de Midden-Duitse voetbalbond, die opgedeeld was in vele regionale competities, die allen gelijk stonden aan de hoogste klasse. Borussia speelde in de competitie van Saale vanaf 1909. Borussia had zware tegenstand van stadsrivalen HFC 1896, Wacker. De eerste seizoenen streed de club samen met Britannia Halle om niet laatste te worden. . In 1916 werd de club voor het eerst kampioen en plaatste zich zo voor de Midden-Duitse eindronde. Na overwinningen op Hohenzollern Helfta, Viktoria Magdeburg en Wacker Gotha plaatste de club zich voor de finale die ze met 0:4 verloren van Eintracht Leipzig. In 1918 werd de club vicekampioen achter HFC 1896.
Na de oorlog werd de naam gewijzigd in SpVgg Borussia 02. In 1923 werd de club voor de tweede keer kampioen. In de eindronde verloor de club in de eerste ronde van SuS 98 Magdeburg. Na enkele middelmatige seizoenen miste de club op 1 punt na de titel in 1927. Het volgende seizoen eindigde de club samen met Wacker Halle bovenaan. In de beslissende wedstrijd om de titel verloor de club echter met 0:1. Ook in 1929 speelde zich hetzelfde scenario af in de competitie. In de testwedstrijd won Borussia met 7:1, maar om een onbekende reden werd deze uitslag geannuleerd en stootte Wacker als kampioen door naar de eindronde. In 1930 nam Borussia wraak door met 5 punten voorsprong op de Sportfreunde kampioen te worden. Na een overwinning op SpVgg 06 Falkenstein verloor de club in de kwartfinale van de eindronde van SpVgg 02 Erfurt. De volgende seizoenen nam Wacker opnieuw de scepter over. Borussia speelde nog twee seizoenen mee in de subtop maar eindigde in 1933 slechts achtste.
Na dit seizoen kwam de NSDAP aan de macht in Duitsland en werd de competitie grondig geherstructureerd. De vele competities van de Midden-Duitse bond werden afgeschaft en vervangen door twee Gauliga’s. Door de slechte notering in de competitie plaatste Borussia zich hier niet voor. De club slaagde er niet in te promoveren naar de Gauliga Mitte. Enkel in het laatste seizoen speelde de club in de hoogste klasse, toen de competitie verder werd opgesplitst omwille van het nakende einde van de Tweede Wereldoorlog. Dit seizoen werd echter niet voltooid en enige tussenstanden zijn niet bekend.
Na het einde van de oorlog werden alle Duitse voetbalclubs opgeheven. In Oost-Duitsland werden een groot aantal clubs, waaronder Borussia, nooit meer heropgericht.

## Erelijst
Kampioen Saale
1916, 1923, 1930